# Puerta de Sol (Plasencia)
La puerta de Sol o puerta del Sol es una puerta monumental ubicada en la muralla de la ciudad española de Plasencia, en la provincia de Cáceres. Recibe su nombre por ubicarse en el lateral oriental de la fortificación, estando conectada a la Plaza Mayor por la calle del Sol. Aunque tiene origen medieval como el resto de la muralla, su actual aspecto renacentista data de unas obras de reforma que tuvieron lugar en 1573.
Por extensión, también se denomina coloquialmente "puerta del Sol" a un gran espacio público ubicado extramuros de la puerta, en el que se ubican conocidos monumentos como la estatua ecuestre de Alfonso VIII, el hospital de San Roque, el convento de San Miguel y la iglesia del Cristo de las Batallas.

## Historia y descripción
La puerta del Sol fue construida probablemente con el resto de la muralla de la ciudad, en el proceso de su fundación a finales del siglo XII y principios del siglo XIII. Inicialmente, la ciudad fue diseñada con un trazado urbano radial, en el cual la Plaza Mayor se ubicaba en el centro y las calles principales la unían con puertas de la muralla; en este caso, la calle del Sol sirve para unir la Plaza Mayor con la puerta del Sol. La importancia de esta puerta en el período medieval se debe a que en sus extramuros se hallaba la desaparecida iglesia de San Andrés, que en el siglo XIII fue sede del cabildo y de un hospital, probablemente el primero que tuvo la ciudad. Su actual aspecto renacentista data de una reforma que tuvo lugar en 1573.
Es una estructura de estilo renacentista que tiene de notable el singular estudio de estereotomía en el despiece de sillares y en las dovelas, con el objetivo de conseguir un ángulo exacto hacia el orto, consiguiendo así que los rayos solares vayan directamente hacia el interior de la calle del Sol, lo que le da su peculiar forma en su cara de intramuros. En su cara de extramuros, sobre el arco de medio punto de acceso se ubica el escudo de los Reyes Católicos con dos escudos de Plasencia a sus lados. Bajo el escudo de los Reyes Católicos, hay una inscripción en escritura gótica actualmente casi borrada, que fue añadida en 1488 para conmemorar la caída del señorío de la Casa de Zúñiga y la restauración del realengo en la ciudad, similar a la que se conserva íntegra en el Cañón de la Salud y a una tercera que se conserva en la casa consistorial, procedente esta última de la desaparecida puerta de Talavera. Hay hornacinas coronando cada lado de la puerta: la exterior alberga una imagen de la Virgen María, mientras que la interior, actualmente vacía, albergaba una imagen de San Fulgencio de Cartagena, patrón de Plasencia. Actualmente la puerta se halla en línea recta con el tramo de muralla colindante, pero en sus orígenes medievales estaba protegida por dos torres.
Junto a la puerta se ubica una estatua dedicada al fraile franciscano Antonio de Santa María, teólogo que trabajó en la casa de estudios del vecino convento de San Miguel.